# Hydrovatus bredoi
Hydrovatus bredoi är en skalbaggsart som beskrevs av Gschwendtner 1943. Hydrovatus bredoi ingår i släktet Hydrovatus och familjen dykare. Inga underarter finns listade i Catalogue of Life.